# 名鉄勝川線
勝川線（かちがわせん）とは、かつて愛知県西春日井郡楠村（現・名古屋市北区）の味鋺駅から東春日井郡勝川町（現・春日井市）新勝川駅までを結んでいた名古屋鉄道（名鉄）の鉄道路線である。

## 路線データ
路線廃止時点
- 路線距離（営業キロ）：2.1km
- 軌間：1067mm
- 駅数：3駅（起終点駅含む）
- 複線区間：なし（全線単線）
- 電化区間：なし（全線非電化・内燃動力）

## 歴史
もともとは、中央電気鉄道が名古屋駅 - 岐阜県可児郡豊岡町（現在の多治見駅付近）間を結ぶ予定の路線であり、1926年（大正15年）8月1日には実際に、名古屋市西区の押切町 - 東春日井郡坂下村（現在の春日井市坂下町）の区間について敷設の免許が取得されていた。同免許は、その後城北電気鉄道、名岐鉄道（現在の名古屋鉄道の前身の一つ）と引き継がれ、建設に至り、1931年（昭和6年）2月11日、上飯田駅 - 新勝川駅間と味鋺駅 - 新小牧駅間を開業した。開業時には、上飯田駅 - 新小牧駅間と一体となって、城北線と呼ばれた。その後、他の区間については、資金等の問題から建設には至らず、敷設免許は失効した。
その後、1931年（昭和6年）4月29日、新小牧駅 - 犬山駅間が開業すると、味鋺駅 - 新勝川駅間は勝川線と改称された。実質的には、上飯田駅 - 犬山駅間の大曽根線（現在の小牧線）の盲腸線と化しており、営業成績も低迷していたことから、わずか6年で廃止された。
- 1931年（昭和6年）2月11日 名岐鉄道により、城北線の一部として、味鋺 - 新勝川間開業
- 1931年（昭和6年）4月29日 勝川線に改称
- 1936年（昭和11年）4月8日 味鋺 - 新勝川間を休止
- 1937年（昭和12年）2月1日 味鋺 - 新勝川間を廃止

## 駅一覧
- 廃止時点（今尾 (2008)に基づく）
- 全駅愛知県に所在（廃止当時）。

| 駅名     | 駅間 キロ | 営業 キロ | 接続路線             | 所在地           |
| -------- | --------- | --------- | -------------------- | ---------------- |
| 味鋺駅   | -         | 0.0       | 名古屋鉄道：大曽根線 | 西春日井郡楠村   |
| 勝川口駅 | 1.1       | 1.1       |                      | 東春日井郡勝川町 |
| 新勝川駅 | 1.0       | 2.1       |                      | 東春日井郡勝川町 |